# Ferdinand August von Lobkowicz
Ferdinand August von Lobkowicz, in italiano Ferdinando Augusto di Lobkowicz (Neustadt an der Waldnaab, 7 settembre 1655 – Vienna, 3 ottobre 1715), fu principe di Lobkowicz dal 1677 al 1715.

## Biografia

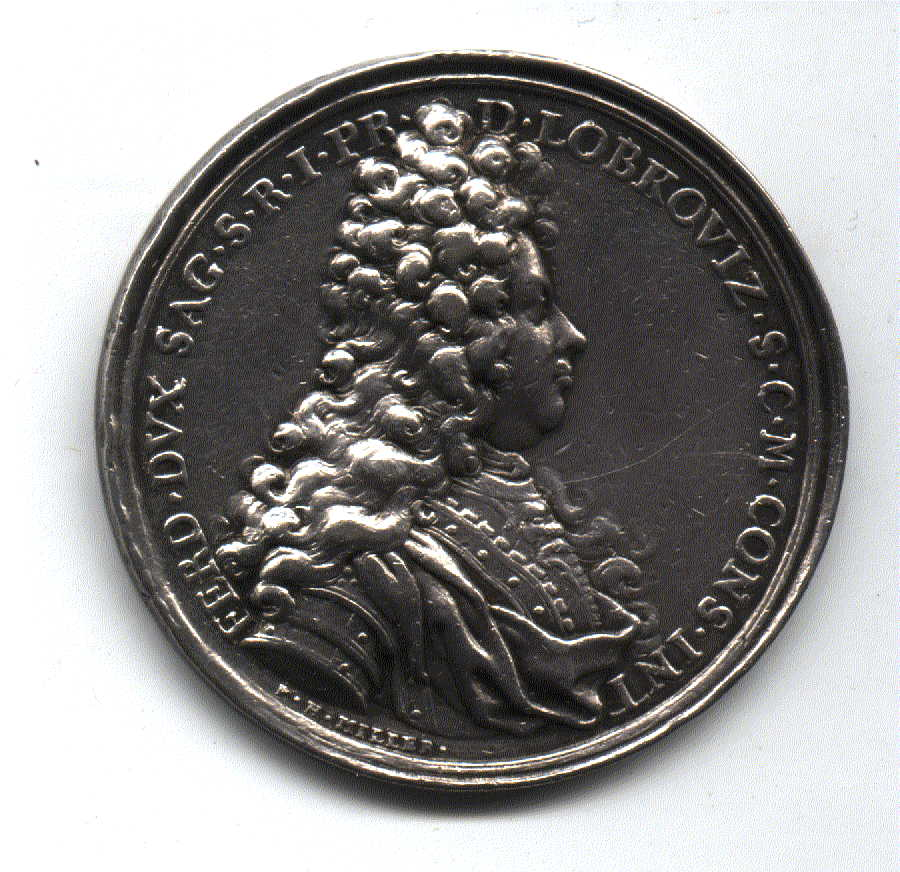
Medaglia raffigurante Ferdinando Augusto di Lobkowicz

Ferdinand August von Lobkowicz nacque in Baviera, presso la cittadina di Neustadt an der Waldnaab, nel 1655, figlio del principe Wenzel Eusebius von Lobkowicz, primo ministro dell'Imperatore Leopoldo I del Sacro Romano Impero e di sua moglie, Sofia Augusta del Palatinato-Sulzbach, figlia del conte palatino Augusto del Palatinato-Sulzbach. Per parte di sua madre era discendente diretto sia dell'imperatore Ferdinando I del Sacro Romano Impero (tramite Maria d'Austria) sia di re Federico II di Danimarca.
Malgrado la caduta politica di suo padre che dal 1674 si trovava agli arresti a Riznica, Ferdinand August non vide minata la propria carriera futura. L'imperatore Leopoldo I, infatti, non solo gli concesse di succedere ai beni paterni alla morte del genitore nel 1677, ma lo pose anche a capo della commissione imperiale al Reichstag di Ratisbona dal 1691 al 1692. Nel 1698 venne nominato consigliere personale dell'imperatrice Eleonora, venendo nominato cavaliere dell'Ordine del Toson d'oro.

## Matrimonio e figli
Nel 1677 sposò in prime nozze Claudia Francesca di Nassau-Hadamar, figlia del principe Moritz Jindrich di Nassau-Hadamar e di sua moglie, la contessa Ernestina di Nassau-Siegen. La coppia ebbe i seguenti figli:
- Eleonora (29 aprile 1678 - 11 maggio 1678)
- Leopoldo Cristiano (18 marzo 1679 - 28 febbraio 1680)
- Filippo Giacinto (25 febbraio 1680 - 21 dicembre 1737)

Dopo la morte della prima moglie, il 17 luglio 1680 sposò la margravia Anna Marie di Baden-Baden, figlia di Guglielmo di Baden-Baden e di sua moglie, la contessa Maria Maddalena di Oettingen. La coppia ebbe i seguenti figli:
- Giuseppe Antonio (15 agosto 1681 - 16 agosto 1717), canonico a Colonia ed a Ratisbona, poi militare e cadde il 16 agosto 1717 all'assedio di Belgrado.
- Ferdinando Giovanni Francesco (13 febbraio 1685 - 19 luglio 1686)
- Giovanni Giorgio Cristiano (10 agosto 1686 - 4 ottobre 1753), feldmaresciallo e fondatore del ramo di Hornian
- Eleonora Elisabetta Amalia Maddalena (20 giugno 1682 - 5 maggio 1741), nota come La principessa dei vampiri, sposò il 6 dicembre 1701 il principe Adam Frantisek von Schwarzenberg
- Maria Ludovica Anna Francesca (20 ottobre 1683 - 20 gennaio 1750), sposò il 10 gennaio 1703 il principe Anselmo Francesco di Thurn und Taxis
- Edvige Enrichetta (20 aprile 1688 - 10 maggio 1689)
- Augusta Francesca (12 aprile 1690 - 6 febbraio 1691)
- Carlo Ignazio Bonaventura (14 luglio 1692 - 1701)

Dopo la morte della seconda moglie, si sposò in terze nozze (3 dicembre 1703 a Vienna) con la contessa Maria Filippina von Althanm (1671 - 2 giugno 1706), dalla quale non ebbe figli e che morì appena tre anni dopo il matrimonio.
Si risposò in quarte nozze il 16 novembre 1707 con la principessa Maria Giovanna von Schwarzenberg (16 dicembre 1681 - 23 dicembre 1739), figlia del principe Ferdinando Guglielmo Eusebio di Schwarzenberg, dalla quale ebbe:
- Marie Anna Luisa (9 aprile 1711 - 2 marzo 1713)
- Marie Ernestina (13 settembre 1714 - 5 luglio 1718)

## Albero genealogico
|                                                           |                                      |                                                                     | Genitori                                         |  |  | Nonni |  |  | Bisnonni                                                    |  |  | Trisnonni                                                  |  |
|                                                           |                                      |                                                                     |                                                  |  |  |       |  |  | Ladislav II Popel von Lobkowicz, barone Popel von Lobkowicz |  |  | Ladislav I Popel von Lobkowicz, barone Popel von Lobkowicz |  |
|                                                           |                                      |                                                                     |                                                  |  |  |       |  |  | Ladislav II Popel von Lobkowicz, barone Popel von Lobkowicz |  |  | Ladislav I Popel von Lobkowicz, barone Popel von Lobkowicz |  |
|                                                           |                                      | Benigna Katharina Anna Kragjrz z Kraigk, baronessa Kragjrz z Kraigk |                                                  |  |  |       |  |  | Ladislav II Popel von Lobkowicz, barone Popel von Lobkowicz |  |  |                                                            |  |
| Zdenek Adalbert von Lobkowicz, I principe di Lobkowicz    |                                      |                                                                     |                                                  |  |  |       |  |  | Ladislav II Popel von Lobkowicz, barone Popel von Lobkowicz |  |  |                                                            |  |
|                                                           |                                      | Johana Berka z Dubé e Lipa                                          | Zdenek Berka z Dubé e Lipa                       |  |  |       |  |  |                                                             |  |  |                                                            |  |
|                                                           |                                      | Johana Berka z Dubé e Lipa                                          | Zdenek Berka z Dubé e Lipa                       |  |  |       |  |  |                                                             |  |  |                                                            |  |
|                                                           |                                      | Johana Berka z Dubé e Lipa                                          | Katharina von Haugwitz                           |  |  |       |  |  |                                                             |  |  |                                                            |  |
| Wenzel Eusebius von Lobkowicz, II principe di Lobkowicz   |                                      | Johana Berka z Dubé e Lipa                                          |                                                  |  |  |       |  |  |                                                             |  |  |                                                            |  |
|                                                           |                                      | Wratislaw von Pernstein, signore di Pernstein                       | Johann von Pernstein, signore di Pernstein       |  |  |       |  |  |                                                             |  |  |                                                            |  |
|                                                           |                                      | Wratislaw von Pernstein, signore di Pernstein                       | Johann von Pernstein, signore di Pernstein       |  |  |       |  |  |                                                             |  |  |                                                            |  |
|                                                           |                                      | Wratislaw von Pernstein, signore di Pernstein                       | Hedwig von Schellenberg, signore di Schellenberg |  |  |       |  |  |                                                             |  |  |                                                            |  |
| Polyxena von Pernstein                                    |                                      | Wratislaw von Pernstein, signore di Pernstein                       |                                                  |  |  |       |  |  |                                                             |  |  |                                                            |  |
|                                                           |                                      | Maria de Mendoza                                                    | Garcia Manrique de Mendoza, marchese di Desio    |  |  |       |  |  |                                                             |  |  |                                                            |  |
|                                                           |                                      | Maria de Mendoza                                                    | Garcia Manrique de Mendoza, marchese di Desio    |  |  |       |  |  |                                                             |  |  |                                                            |  |
|                                                           |                                      | Maria de Mendoza                                                    | Isabel de Briceño                                |  |  |       |  |  |                                                             |  |  |                                                            |  |
| Ferdinand August von Lobkowicz, III principe di Lobkowicz |                                      | Maria de Mendoza                                                    |                                                  |  |  |       |  |  |                                                             |  |  |                                                            |  |
|                                                           | Filippo Luigi del Palatinato-Neuburg | Volfango del Palatinato-Zweibrücken                                 |                                                  |  |  |       |  |  |                                                             |  |  |                                                            |  |
|                                                           | Filippo Luigi del Palatinato-Neuburg | Volfango del Palatinato-Zweibrücken                                 |                                                  |  |  |       |  |  |                                                             |  |  |                                                            |  |
|                                                           | Filippo Luigi del Palatinato-Neuburg | Anna d'Assia                                                        |                                                  |  |  |       |  |  |                                                             |  |  |                                                            |  |
| Augusto del Palatinato-Sulzbach                           | Filippo Luigi del Palatinato-Neuburg |                                                                     |                                                  |  |  |       |  |  |                                                             |  |  |                                                            |  |
|                                                           |                                      | Anna di Jülich-Kleve-Berg                                           | Guglielmo di Jülich-Kleve-Berg                   |  |  |       |  |  |                                                             |  |  |                                                            |  |
|                                                           |                                      | Anna di Jülich-Kleve-Berg                                           | Guglielmo di Jülich-Kleve-Berg                   |  |  |       |  |  |                                                             |  |  |                                                            |  |
|                                                           |                                      | Anna di Jülich-Kleve-Berg                                           | Maria d'Austria                                  |  |  |       |  |  |                                                             |  |  |                                                            |  |
| Sofia Augusta del Palatinato-Sulzbach                     |                                      | Anna di Jülich-Kleve-Berg                                           |                                                  |  |  |       |  |  |                                                             |  |  |                                                            |  |
|                                                           |                                      | Giovanni Adolfo di Holstein-Gottorp                                 | Adolfo di Holstein-Gottorp                       |  |  |       |  |  |                                                             |  |  |                                                            |  |
|                                                           |                                      | Giovanni Adolfo di Holstein-Gottorp                                 | Adolfo di Holstein-Gottorp                       |  |  |       |  |  |                                                             |  |  |                                                            |  |
|                                                           |                                      | Giovanni Adolfo di Holstein-Gottorp                                 | Cristina d'Assia-Kassel                          |  |  |       |  |  |                                                             |  |  |                                                            |  |
| Edvige di Holstein-Gottorp                                |                                      | Giovanni Adolfo di Holstein-Gottorp                                 |                                                  |  |  |       |  |  |                                                             |  |  |                                                            |  |
|                                                           |                                      | Augusta di Danimarca                                                | Federico II di Danimarca                         |  |  |       |  |  |                                                             |  |  |                                                            |  |
|                                                           |                                      | Augusta di Danimarca                                                | Federico II di Danimarca                         |  |  |       |  |  |                                                             |  |  |                                                            |  |
|                                                           |                                      | Augusta di Danimarca                                                | Sofia di Meclemburgo-Güstrow                     |  |  |       |  |  |                                                             |  |  |                                                            |  |
|                                                           |                                      | Augusta di Danimarca                                                |                                                  |  |  |       |  |  |                                                             |  |  |                                                            |  |